# ABC Color
ABC Color é um jornal paraguaio editado na cidade de Assunção. É propriedade da Editorial Azeta S.A do Grupo ABC comunicações, também é propiedade do Grupo Cartes, liderado pelo ex-presidente da república do Paraguay, o empresário Horacio Cartes